# Lovehatetragedy
LoveHateTragedy er det tredje album fra Papa Roach. Albummet blev kendt som en af de mørkeste og mest depressive, og forsanger Coby Dick (Jacoby Shaddix) har forklaret, at han oplevede en af sit livs største depressioner under udarbejdelsen af albummet. Mellem LoveHateTragedy og deres fjerde album Getting Away With Murder (GAWM)(2004) lagde han sit liv om, og GAWM blev til en mere positiv oplevelse.
Genre: Post-Hardcore, Alternative Metal, Post-Grunge
- M-80
- Life Is A Bullet
- Time And Time Again
- Walking Through Barbed Wire
- Decompression Period
- Born With Nothing, Die With Everything
- She Loves Me Not
- Singular Indestructible Droid
- Black Clouds
- Cody of Energy
- LoveHateTragedy
- Gouge Away (Bonusnummer)
- Never Said It (Bonusnummer)

De mest populære numre er She Loves Me Not og Time And Time Again.